# Olimpíada de xadrez de 1962
A Olimpíada de xadrez de 1962 foi a 15.ª edição da Olimpíada de Xadrez organizada pela FIDE, realizada em Varna entre os dias 15 de setembro e 10 de outubro. A equipe da União Soviética (Mikhail Botvinnik, Tigran Petrosian, Boris Spassky, Paul Keres, Efim Geller e Mikhail Tal) conquistou a medalha de ouro, repetindo o feito das edições anteriores, seguidos da  Iugoslávia (Svetozar Gligorić, Petar Trifunović, Aleksandar Matanović, Borislav Ivkov, Bruno Parma e Dragoljub Minić) e Argentina (Miguel Najdorf, Julio Bolbochán, Oscar Panno, Raúl Sanguineti, Héctor Decio Rossetto e Alberto Folgueman).

## Quadro de medalhas
| Tabuleiro | Ouro                                   | Prata                                   | Bronze                    |
| 1.º       | ISL Friðrik Ólafsson                   | ENG Jonathan Penrose ARG Miguel Najdorf | -                         |
| 2.º       | URS Tigran Petrosian                   | USA Pal Benko                           | ESP Jesús Díez del Corral |
| 3.º       | URS Boris Spassky                      | HUN István Bilek                        | TCH Vlastimil Hort        |
| 4.º       | YUG Borislav Ivkov ARG Raúl Sanguineti | -                                       | URS Paul Keres            |
| 1.º res   | URS Efim Geller                        | USA Donald Byrne                        | HUN Levente Lengyel       |
| 2.º res   | URS Mikhail Tal                        | DEN Bjørn Brinck-Claussen               | ENG Robert Graham Wade    |